# IC 21
IC 21 ist eine Balken-Spiralgalaxie vom Hubble-Typ SB(rs)b? im Sternbild Walfisch am Südsternhimmel. Sie ist rund 819 Millionen Lichtjahre von der Milchstraße entfernt und hat einen Durchmesser von etwa 90.000 Lichtjahren. Wahrscheinlich ist das Objekt gravitativ an seine Nachbargalaxie PGC 3112047 gebunden, sie besitzen nahezu dieselbe Radialgeschwindigkeit.
Entdeckt wurde IC 21 am 7. November 1891 vom französischen Astronomen Stéphane Javelle.